# اوخوتا
اوخوتا (به لهستانی:  Ochota) یک منطقهٔ مسکونی در لهستان است که در ورشو واقع شده‌است. اوخوتا ۹٫۷ کیلومتر مربع مساحت و ۹۳٬۱۹۲ نفر جمعیت دارد.

## خواهرخوانده
شهر ایوانو-فرانکیفسک خواهرخواندهٔ اوخوتا هست.